# Phong cảnh với Hoa
Phong cảnh với hoa (tiếng Slovak: Krajina s kvetmi) là một bức tranh chất liệu sơn dầu do nghệ sĩ người Slovakia Zoltán Palugyay sáng tác vào năm 1930. Đây là bức tranh sử dụng chất liệu sơn dầu trên vải toan, có kích thước 80 x 100 cm, hiện đang được trưng bày tại Phòng trưng bày Quốc gia Slovakia ở Bratislava. Bức tranh là cũng một tác phẩm thành công của Zoltán Palugyay và có vai trò quan trọng trong việc định hình cho nghệ thuật hiện đại ở Slovakia.

## Phân tích bức tranh
Zoltan Palugyay tiếp xúc với nghệ thuật hiện đại trong khoảng thời gian sinh sống tại Budapest, Krakow, Munich và Paris. Các tác phẩm của ông chịu ảnh hưởng rất nhiều từ họa sỹ người Na Uy Edvard Munch và họa sỹ người Pháp Paul Gauguin khi chủ nghĩa biểu tượng được ông gài vào các cảnh quan một các khéo léo, cùng các hình khối và màu sắc kết hợp theo cách nhấn mạnh thông điệp của bức tranh.. Dưới bàn tay tài hoa của Zoltan Palugyay ở thời kỳ đỉnh cao sự nghiệp, Phong cảnh với Hoa trở thành kiểu mẫu đầu tiên cho loạt bức tranh thập niên 1930.